# 上双子筋
上双子筋（じょうそうしきん、じょうふたごきん、英語: gemellus superior muscle）は、双子筋のうち、坐骨棘、小坐骨切痕を起始とし、内下方に斜走して大腿骨大転子に付着する。
股関節を外旋する作用がある。仙骨神経叢の支配を受ける。